# Narten-Ablaut
Der Narten-Ablaut ist ein für die indogermanische Ursprache rekonstruierter, nur noch in spärlichen Resten greifbarer Ablaut im Präsensstamm von Verben. Er wurde erstmals von der Linguistin Johanna Narten vorgeschlagen und später nach dieser benannt.
Es handelt sich um eine Variante des bekannteren regulären Wurzelpräsens. Letzteres zeichnet sich dadurch aus, dass im Singular der Stamm Akzent und Vollstufe (d. h. e-Vokal) hat und die Personalendung Schwundstufe (d. h. keinen e-Vokal), dagegen im Plural der Stamm Schwundstufe und die Personalendung Akzent und Vollstufe. Diese Situation überlebt bis ins moderne Deutsch noch in dem Verb für sein, welches in der 3. Person im Singular is-t (aus *h₁és-ti), im Plural s-ind (aus *h₁s-énti) lautet. Diese Bildung ist in Sprachen wie dem Sanskrit noch viel häufiger und insgesamt für das Indogermanische gut erschließbar.
Der Narten-Ablaut zeichnet sich gegenüber dem regulären Wurzelpräsens dadurch aus, dass der Ablaut jeweils um eine Ablaut-Stufe reicher ist. Der Stamm weist also im Singular nicht die Vollstufe, sondern die Dehnstufe (langen ē-Vokal) und im Plural nicht die Schwundstufe, sondern die Vollstufe auf. Der Akzent liegt hier immer auf dem Stamm. Ein rekonstruiertes Paradigma des Verbs für preisen lautet dann (Präsens, 3. Person) im Singular *stḗw-ti, im Plural *stéw-n̥ti. Wirklich belegt ist davon allerdings nur die erstere Form (Sanskrit stā́uti), während die letztere nur aus einem Partizip stávāna- erschlossen wird. Ein weiterer Kandidat ist das Verb für verfertigen, von dem im Sanskrit die Formen tā́ṣ-ṭi (sg.) und tákṣ-ati (pl., aus *tákṣ-n̥ti) belegt sind.
Nach der Auffassung von Kümmel und Melchert war das Narten-Präsens in der indogermanischen  Ursprache nicht auf bestimmte Wurzeln beschränkt, sondern konnte als alternative Präsensbildung neben anderen (häufigeren) Präsensbildungen eingesetzt werden und dann möglicherweise eine spezielle Bedeutungsnuance ausdrücken, etwa neben *h₁és / *h₁s- ‚sein‘ mit Narten-Ablaut *h₁ḗs / *h₁és- ‚sitzen‘ (Sanskrit ā́ste ‚sitzt‘; in Stativbildungen ist der Vokalismus des Singulars stets im ganzen Paradigma durchgeführt). 
Außer im Präsens, wo er noch am ehesten belegt ist, wurde ein Narten-Ablaut auch für den Aorist vorgeschlagen.
Formal unwiderlegbar erscheint der Narten-Ablaut in besonderer Deutlichkeit in systemspezifischen Nominalbildungen wie lat. pēs, Gen. pedis ‚Fuß‘ aus *pḗd-s, Gen. *péd-es. 